# 프랑스 상원
프랑스 상원 또는 세나(프랑스어: Sénat)는 양원제를 채택하고 있는 프랑스 의회의 상원에 해당한다.
프랑스의 상원회의는 하원에 비해 언론 비중이 적을 뿐만 아니라 사안에 대한 도출, 토론 과정도 중요성이 떨어진다는 인상을 준다.
이는 하원과 다르게 국민 직선제가 아니기 때문으로 국민들도 지대한 관심을 가지지 않는 편이다.
지금의 프랑스 상원은 집정 정부 시대(1799-1804) 때에도 상원의 지위를 누리며 나폴레옹 보나파르트의 임시정부를 지원하는 역할도 했다.

## 구성 및 선거
2004년 9월까지 상원의원 수는 321명이었으며 9년 임기로 선출됐다.
9월 이후로는 6년으로 줄어드는 대신 국가 전반의 인구 변화를 반영하여 숫자가 346명으로 증가했다.
3년 단위로 상원의원 선거가 있으며 대개 절반 정도의 인원이 바뀐다.
프랑스의 상원 의원은 간접 선거제를 채택하며 약 15만 명에 달하는 선거인단에 의해 선출되는데, 이 선거인단은 지역의 평의원, 시의원, 시장 혹은 하원의원 등으로 구성되어 있다.
유권자의 90%가 이러한 각 지역의 의원들로부터 임명되기 때문에, 프랑스 상원이 대도시보다는 지방지역에 우호적으로 편향되는 경향이 있다.
국회에서는 매선거마다 구성 인원이 재편되는 한편 그대로 상원이 머물러 있는 경우에는 보수적인 시각에 머물러 있기도 한다.
한편, 12명의 상원의원은 프랑스 본국의 영토 외 국민을 대변하기 위해 특별선출된다.

## 상원의장
상원의원들은 상원의장을 자체 선출한다.
2010년 5월 현재 제라르 라르셰 (Gérard Larcher, fr, 2008년 10월 취임)가 맡고 있으며 5공화국의 헌법에 따르면 건강 상의 이유로 사직 혹은 공석이 될 경우에는 가장 신망받는 자가 지금의 의장직을 잇게 된다.
지금까지 이와 같은 경우는 2번 있었다.

## 권한
프랑스 헌법에 따르면 상원은 하원과 거의 같은 수준의 권한을 가지며 법안이 국회, 정부에서 발의돼 논의될 수 있다고 본다.
그러나 상원과 하원의 의견 일치가 이뤄지지 않는다면 정부는 하원에 최종 투표권한을 넘기는 것을 원칙으로 한다.
특정 사안에 대해 여론의 영향이 크게 발산되거나 분쟁 조짐이 격화될 경우에는 국회가 상원의 거부권을 묻기도 한다.
상원과 하원 모두 법안을 제출하고 의결하는 권한을 갖고 있기 때문에 양측간의 결의에 도달하기 위해서는 수차례 협상 혹은 교섭이 필요하다.
이러한 경우가 아주 빈번하지는 않지만 양측이 대개는 동의 혹은 한 쪽의 의견에 동조하는 쪽으로 방향을 선회하거나 정부가 해당 법안을 자체 철회한다.
하지만 이러한 권력 배분구조는 자연히 상원보다 하원에 정치적인 사안의 의결권에 더 많은 비중을 역할을 주며 특히 선거 이후로 정부가 국회의 도움이 필요할 경우에는 공공연히 하원에 더 많은 초점이 모인다.
합리성이 떨어지거나 무작정 입법안 통과를 추진하는 행위는 엄격히 제한되며 새로운 내각이 반드시 상원의 동의 여부를 얻을 필요는 없다.
또한 반대 투표를 추진하게 될 경우 총 인원의 10% 이상이 반드시 이에 동의해야만 상정이 가능하다.
만약에 동의한 사안의 청원서가 거부되면 찬성으로 서명한 의원은 의회가 끝날 때까지 다른 청원서에 서명을 할 수 없다.
프랑스 상원은 여러 보고서를 펴냄으로써 정부의 조처에 대한 견제 역할을 수행하고 감시 역할도 함께 겸한다.

## 위치

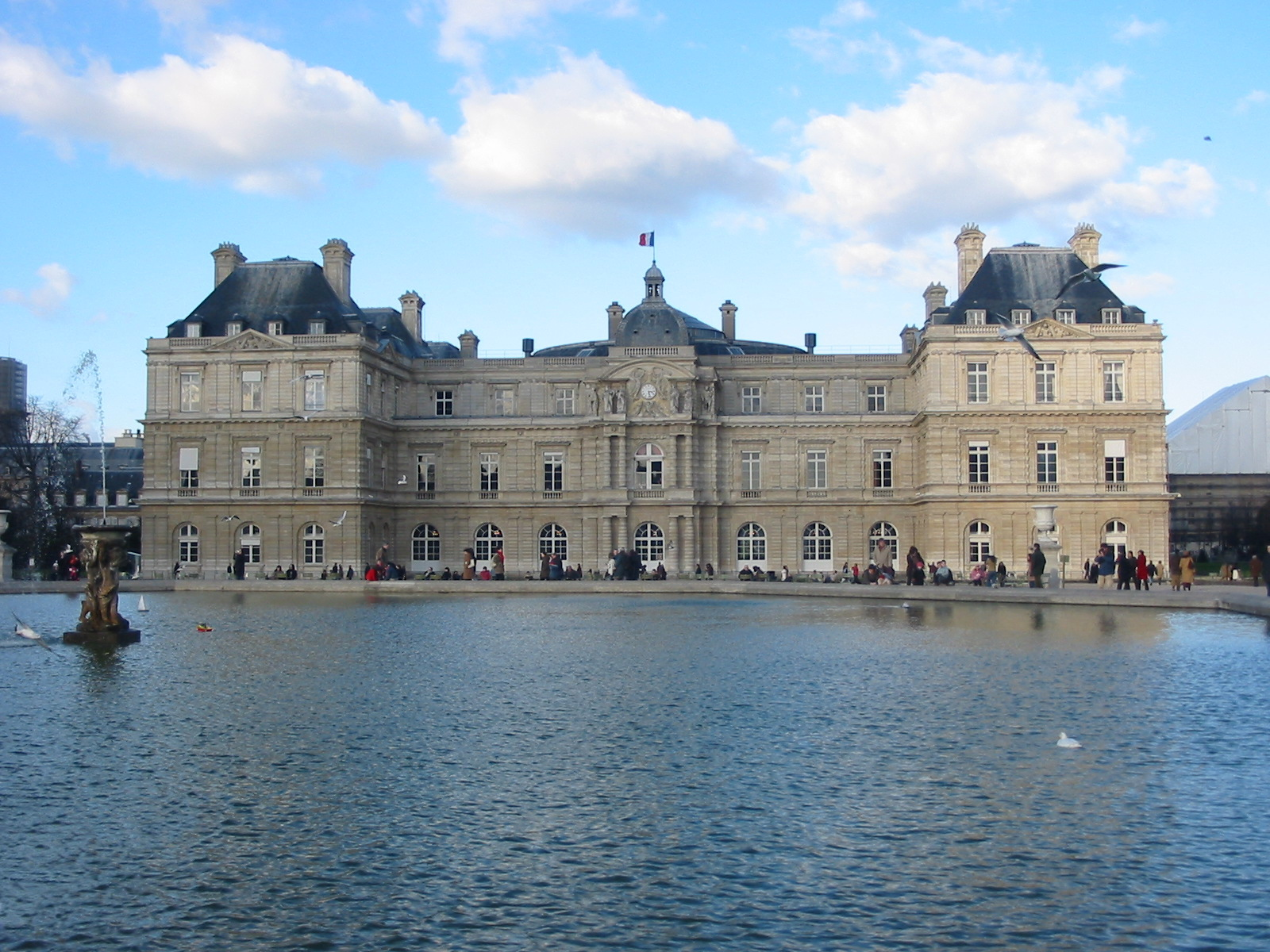
상원 청사인 뤽상부르 궁전

상원 의회당은 파리 6번 구역의 뤽상부르 궁전 내부에 위치하며 프랑스 공화정 수비대가 호위한다.
건물 앞에는 정원이 있으며 일반에 공개된다.

## 같이 보기
- 프랑스 하원